# Laatste woorden
Bij de term "laatste woorden" gaat het vaak om de laatste woorden die gesproken worden door een persoon voordat hij of zij sterft, in het bijzonder als de persoon in kwestie weet dat hij gaat sterven, bijvoorbeeld omdat hij geëxecuteerd of geëuthanaseerd wordt, zelfmoord pleegt, of zijn moordenaars ziet naderen.

## Achtergrond
Motieven voor het bewust uitspreken van laatste woorden zijn het willen maken van een indruk, het willen uiten van het geloof of overtuiging, het laten merken dat men niet bang is voor de dood, het achterlaten van een laatste boodschap voor geliefden, of het tonen van minachting jegens de moordenaars. Anderen doen een schietgebed of smeken om genade.
Bij executies is het in veel gevallen gebruikelijk de ter dood veroordeelde de gelegenheid te geven tot het spreken van laatste woorden. De inhoud van deze boodschappen varieert:
- Een gebed of voor veel moslims de islamitische geloofsbelijdenis (sjahada);
- Berusting in of zelfs verwelkoming van de executie;
- Onverschilligheid of galgenhumor;
- Kritiek, minachting of beschimpingen jegens het rechtssysteem of de maatschappij die hen executeert, de beul of de gevangenisautoriteiten, het instituut van de doodstraf, of jegens de slachtoffers;
- Volharding in of rechtvaardiging van de daden waarvoor men geëxecuteerd wordt. Veel veroordeelde nazi's stierven met 'Heil Hitler' als laatste woorden;
- Het tonen van berouw en aanbieden van excuses aan de slachtoffers en hun familie;
- Laatste woorden jegens eigen geliefden en familie;
- Het ontkennen van de misdaad waarvoor men geëxecuteerd wordt;
- Een verzoek aan de beul om de executie zo snel mogelijk af te handelen, of verlening van vergiffenis aan de beul.

## Beroemde laatste woorden
- "Ik wil staande begraven worden, met mijn gezicht naar Duitsland" - Georges Clemenceau, Frans staatsman.[1]
- "Love one another." ("Heb elkaar lief.") - George Harrison, 2001.
- "Dieu me pardonnera, c'est son métier." ("God zal me vergeven, 't is z'n vak.") - Heinrich Heine, Duits dichter, in zijn woonplaats Parijs, 1856.
- "Ga weg! Laatste woorden zijn voor dwazen die nog niet genoeg hebben gezegd!" - Karl Marx, Duits filosoof, 1883.
- "Als Adolf me dood wil hebben, moet hij me zelf neerschieten!" - Ernst Röhm, SA-leider, 1934.
- "Ik heb een enorme pijn in mijn achterhoofd" - Franklin Delano Roosevelt, Amerikaans president, 1945.
- "Let us cross over the river, and rest under the shade of the trees." - Thomas 'Stonewall' Jackson, generaal in de Amerikaanse Burgeroorlog, 1863.
- "Sterven, mijn beste dokter, is wel het laatste wat ik zal doen." - Henry John Temple, Engels minister-president, 1865.
- "Lieve gesellen, ic moet ummer sterven, ic en wil u in geenen last brenghen" - Jan van Schaffelaar, 1482.
- "Rechter, Slobodan Praljak is geen oorlogsmisdadiger, met minachting leg ik uw oordeel terzijde. Ik heb gif gedronken." - Slobodan Praljak, 2017. Praljak was een wegens oorlogsmisdaden door het Joegoslaviëtribunaal veroordeeld Bosnisch-Kroatische militair, die direct na het horen van zijn vonnis in de rechtszaal zelfmoord pleegde door kaliumcyanide in te nemen.
- "Ik ben omsingeld. Ik hoor ze buiten. Ik wil niet dat ze me meenemen en met me gaan paraderen, voer een luchtaanval uit, ze zullen mij en mijn uniform bespotten, ik wil zoveel mogelijk van die rotzakken met me meenemen. Alsjeblieft, mijn laatste wens, ze zullen me hoe dan ook vermoorden. Dit is het einde commandant, zeg mijn familie en mijn vaderland dat ik van ze hou. Vertel ze dat ik dapper heb gevochten tot ik niet meer vechten kon. Zorg voor mijn familie, wreek mijn dood, vaarwel commandant, vertel mijn familie dat ik van ze hou." Alexander Prokhorenko, Russisch SOF-luitenant, 2016. Tijdens een missie in Syrië werd hij op 17 maart 2016 ontdekt en omsingeld door IS-strijders, en hij verzocht om een luchtaanval op zijn positie om ten minste zoveel mogelijk vijanden met zichzelf de dood in te slepen. Op 11 april 2016 werd hij postuum onderscheiden met de titel Held van de Russische Federatie.

## Beroemde toegeschreven laatste woorden
Van veel bekende personen zijn de laatste woorden in hoge mate gemythologiseerd. Het is dan ook niet altijd bekend of ze deze woorden echt hebben gezegd, of dat ze later verzonnen zijn.
- "Και συ, τεκνον?" of in het Latijn: "Tu quoque, Brute, fili mihi" ("Gij ook, Brutus, mijn zoon?") of volgens Shakespeare "Et tu, Brute? Then fall, Caesar!"[2] - Gaius Julius Caesar, Romeins politicus, 44 v.Chr.
- "Een groot kunstenaar gaat met mij heen!" - Nero, Romeins keizer, 68 n.Chr.
- "A horse! a horse! my kingdom for a horse!" ("Een paard, een paard! Mijn koninkrijk voor een paard!") - Richard III van Engeland. Deze regels zijn vrij waarschijnlijk volledig door Shakespeare bedacht voor zijn toneelstuk Richard III.[3]
- "Dwazen, dachten jullie nu echt dat ik onsterfelijk was?" -  Lodewijk XIV, Franse koning, 1715.
- "Ik laat alle macht aan..." - Peter de Grote, Russische tsaar, 1725.
- "Plaudite, amici, comedia finita est." ("Applaudisseert, vrienden, de voorstelling is voorbij!") - Ludwig van Beethoven, 1827, gebaseerd op een citaat van Augustus, vaste slotformule in de commedia dell'arte. Maar mogelijk ook zou hij gezegd hebben: "Schade, schade, zu spät!"
- "Mehr Licht." ("Meer licht.") - Goethe, Duits dichter, 1832. In werkelijkheid zou hij gezegd hebben tegen zijn verpleegster: "Komm, mein Töchterchen, setze Dich ganz nahe und gib mir ein Pfötchen." ("Kom, mijn dochtertje, ga eens heel dicht bij mij zitten en geef me een pootje.")[4]
- "Dan liever de lucht in!" - Jan van Speijk, Nederlands kanonneerbootcommandant die zijn eigen schip opblies in de Schelde bij Antwerpen, 1831.
- "God damn you." - George V, koning van het Verenigd Koninkrijk, 1936. In de pers werd echter geschreven dat hij had gevraagd: "How is the Empire?" ("Hoe staat het keizerrijk er voor?")
- "Ik val aan, volg mij." - Karel Doorman, Nederlands Schout-bij-nacht, 1942. In werkelijkheid gaf hij het internationale vlaggesein: "All ships - follow me." ("Alle schepen - volgt mij.")
- "Vader, vergeef ons onze schulden, gelijk ook wij vergeven onze schuldenaren." - Willem V van Oranje-Nassau, 1806.

## Laatste woorden van mensen die werden vermoord of geëxecuteerd
- "Crito, we zijn een haan verschuldigd aan Asklepios; betaal hem, vergeet het niet." - Socrates, 399 v.Chr., tegen zijn vriend Crito om hem eraan te herinneren een haan aan Asklepios te offeren.
- "Een ogenblikje nog!" - paus Alexander VI, die vergiftigd werd, 1503.[5]
- "Mon Dieu, Mon Dieu, ayez pitié de moi et de ton pauvre peuple." ("Mijn God, mijn God, heb meelij met mij en Uw arm volk.") - Willem van Oranje, Vader des Vaderlands, toen hij werd doodgeschoten door Balthasar Gerards, 1584. Er worden verschillende varianten genoemd, zoals "Mon Dieu, ayez pitié de mon âme et de ton pauvre peuple", soms ook "mon pauvre peuple". Volgens onderzoek in 2012 kan hij dit echter niet gezegd hebben, omdat hij op slag dood was.
- "Maak het kort, maak het kort" - Johan van Oldenbarnevelt, Nederlands staatsman, tegen de beul die hem even later zou onthoofden op het Binnenhof in Den Haag, 1619. Ook in de laatste woorden van Irma Grese ("Schnell") en Ronald Ryan ("God bless you, please make it quick") werd de beul verzocht het snel af te handelen.
- "Kus me, Hardy!" - Horatio Nelson, Engels admiraal, toen hij was geraakt door een kogel, 1805. Hij overleed benedendeks op een brancard in de wetenschap dat hij de zeeslag bij Trafalgar had gewonnen.
- "Van die afstand kunnen ze nog niet eens een olifant..." - John Sedgwick, generaal tijdens de Amerikaanse Burgeroorlog, die voor hij deze zin kon afmaken zelf werd doodgeschoten.
- "Verdomme, een kogel!" - Antonio José de Sucre, Zuid-Amerikaans onafhankelijkheidsstrijder, 1830. Er werd gezegd dat Sucre zo'n gentleman was, dat dit de eerste — en laatste — keer in zijn leven was dat hij vloekte.
- "Zo is het leven." - Ned Kelly, Australische volksheld, voordat hij werd opgehangen, 1880.
- "Sopherl! Sopherl! Sterbe nicht! Bleibe am Leben für unsere Kinder..." ("Sophietje! Sophietje! Sterf niet! Blijf in leven voor onze kinderen.") - Frans Ferdinand, kroonprins van Oostenrijk-Hongarije, kort nadat zij beiden dodelijk waren verwond door Gavrilo Princip, 1914.
- "Laat het niet zo eindigen! Vertel maar dat ik iets gezegd heb." - Pancho Villa, Mexicaans revolutionair, tegen een journalist die aanwezig was op het moment dat hij werd vermoord, 1923.
- "Hey Ram!" ("Oh, God!") - Mahatma Gandhi, Indiaas leider, doodgeschoten door Nathuram Godse, 1948.
- "Genade, genade! We kunnen er toch over praten." - Theo van Gogh tegen Mohammed Bouyeri, voordat die hem een mes in de keel stak, 2004.[6]
- "Leve de vrijheid!!!" - Hans Scholl, voor zijn executie wegens verzet tegen het nazirijk.
- "Sé que has venido para matarme. Dispara cobarde, que sólo vas a matar a un hombre." ("Ik weet dat je bent gekomen om me te vermoorden. Schiet, lafaard, je gaat enkel een man doden") - Che Guevara, vlak voordat Terán hem aanschiet en daarna het fatale schot afvuurt.
- "¿quién es?.... ¿quién es?" ("Wie is daar?") - Billy the Kid.
- "Schiet mij in de borst" (1945) - Benito Mussolini, vlak voor zijn executie.
- "Heil Hitler! Heil Hitler! Heil Hitler! Heil Hitler! Heil..." - Julius Streicher, vlak voor zijn executie, 1946.[7] Overigens zou hij volgens andere bronnen zijn laatste woorden aan zijn vrouw hebben gericht of gezegd hebben dat de communisten iedereen zouden hangen. Veel overtuigde nazi's stierven overigens met 'Heil Hitler' als laatste woorden.
- "Ik getuig dat er geen godheid is dan Allah, ik getuig dat Mohammed Allah's boodschapper is." - Saddam Hoessein, Iraaks president, 2006. Vrijwel alle moslims die hier de gelegenheid voor krijgen uiten deze islamitische geloofsbelijdenis (sjahada) als laatste woorden.
- '"I'm shot, I'm shot..." - John Lennon, Brits musicus, toen hij werd doodgeschoten op 8 december 1980 in New York.[8]

## Laatste woorden teruggevonden in een dagboek
Van sommige personen zijn de echte laatste woorden niet bekend omdat er bijvoorbeeld niemand aanwezig was toen ze stierven. Soms worden dan ook wel de laatste woorden geciteerd die iemand bijvoorbeeld in een dagboek of een andere geschreven bron heeft geschreven:
- "In Gods naam, zorg voor onze mensen" - Robert Falcon Scott, Engels ontdekkingsreiziger. Deze laatste woorden werden voorafgegaan door een slordig en haastig neergekrabbeld "Het is ontzettend jammer, maar ik geloof dat ik niet meer kan schrijven..."
- "Ondanks alles geloof ik in de innerlijke goedheid van de mens." - Anne Frank.
- "Awesome..." (Geweldig...) - Douglas Adams, Brits schrijver, 2001. Laatste woord op zijn website, refererend aan OS X.

## Laatste woorden op televisie
- "In keeping with Channel 40's policy of bringing you the latest in blood and guts, and in living color, we bring you another first: an attempted suicide." (In overeenstemming met het beleid van Channel 40 om u het nieuwste qua bloed en ingewanden te brengen, en in levendige kleuren, hebben we weer een primeur voor u: een zelfmoordpoging.). - Christine Chubbuck, (presentatrice voor het lokale televisiestation Channel 40), waarna ze zichzelf live op televisie door het hoofd schoot met een pistool.

## Laatste woorden op internet
Met de komst van internet en de sociale media zijn veel geschreven laatste woorden op internet bekend. Vooral Twitter leent zich goed voor korte gevatte teksten. In de meeste gevallen hadden de schrijvers geen besef van de nabijheid van hun dood, en komt de tekst achteraf cynisch over. Een aantal laatste woorden op internet:
- "oinka oinka oinka why you awake" - Een luchtige tweet van Amy Winehouse voor ze aan alcoholvergiftiging overleed.
- "Working for 30 hours and still going strooong" - Tweet van Mita Diran, een Indonesisch karoshislachtoffer vlak voor ze aan plotseling hartfalen zou overlijden.
- "What do you have up your sleeve for your love tomorrow #getexcited #ValentinesDay" - Tweet van Reeva Steenkamp, de dag voordat ze op Valentijnsdag door haar vriend zou worden doodgeschoten.
- "Mocht hij verdwijnen, zo ziet hij d'r uit" - Cor Schilder (Pan), drummer van de band Vast Countenance, postte deze verwijzing naar Malaysia Airlines-vlucht 370 met een foto van het vliegtuig op Facebook, vlak voor hij aan boord zou gaan van Malaysia Airlines-vlucht 17.
- "Laat mij, bij wijze van spreken, een/kwieke terdoodveroordeelde zijn die eerder dan zijn beul klaar staat/op ’t schavot en hem nog grijnzend vraagt: ‘Waar bleef je, excellentie?’" - Koenraad Goudeseune in het gedicht 'Laatste woorden' dat hij op 5 december 2020 op Facebook postte. Hij was ongeneeslijk ziek en stierf op 9 december 2020 na euthanasie.

## Beroemde laatste woorden van fictieve personen
- "The rest is silence." ("De rest is stilte.") - Hamlet
- "It is a far, far better thing that I do, than I have ever done; it is a far, far better rest that I go to than I have ever known." - Sydney Carton in A Tale of Two Cities door Charles Dickens.
- "I'm melting. MELTING!!!" ("Ik smelt, SMELT!") - The Wicked Witch in The Wizard of Oz, 1939.
- "Rosebud" - Charles Foster Kane in de film Citizen Kane, 1941.
- "MADE IT MA! TOP OF THE WORLD!!" - Arthur Cody Jarret (James Cagney) in White Heat, 1949.
- "I'm afraid. I'm afraid, Dave. Dave, my mind is going. I can feel it. I can feel it. My mind is going. There is no question about it. I can feel it. I can feel it. I can feel it. I'm a... fraid. Good afternoon, gentlemen. I am a HAL 9000 computer. I became operational at the H.A.L. plant in Urbana, Illinois on the 12th of January 1992. My instructor was Mr. Langley, and he taught me to sing a song. If you'd like to hear it I can sing it for you." (Begint "Daisy" te zingen.) "Daisy, Daisy, give me your answer do. I'm half crazy all for the love of you. It won't be a stylish marriage, I can't afford a carriage. But you'll look sweet upon the seat of a bicycle built for two." - Hal 9000 in 2001: A Space Odyssey, 1968.
- "Jesus wept." ("Jezus huilde") - Frank Cotton in Hellraiser, 1987.
- "Gentlemen, it has been a privilege playing with you tonight." ("Heren, het was een voorrecht om vanavond met u te spelen.") - Wallace Hartley in Titanic, nadat hij en de overige muzikanten tevergeefs rustige muziek speelden om de mensen te kalmeren. Eerst besluiten ze zelf weg te wandelen, maar uiteindelijk beseffen ze dat dit het ultieme einde is en spelen ze allemaal verder. Alhoewel de scheepsramp met de Titanic een historische gebeurtenis is, en ook door ooggetuigen bevestigd is dat het orkest verder bleef spelen, is deze zin door de filmscenaristen bedacht.